# Konsularagentur

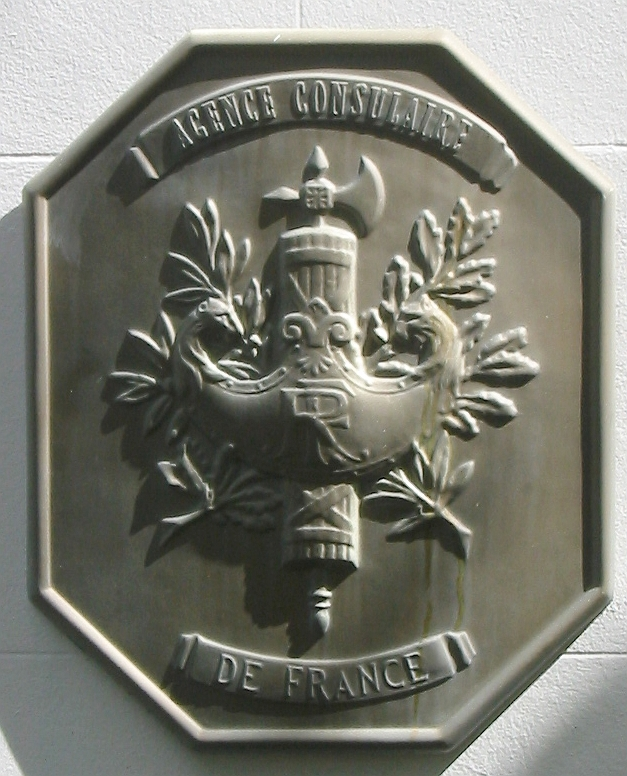
Emblem einer Konsularagentur Frankreichs

 Konsularagentur ist eine Form der konsularischen Vertretung eines Staates in einem Gastland.
Nach Art. 69 WÜK kann jeder Staat nach freiem Ermessen entscheiden, ob er Konsularagenturen errichten oder zulassen will, denen Konsularagenten vorstehen, welche der Entsendestaat nicht zum Leiter der konsularischen Vertretung bestellt. Die Bedingungen, unter denen Konsularagenturen ihre Tätigkeit ausüben können, und die Vorrechte und Immunitäten der Konsularagenturen werden in gegenseitigem Einvernehmen zwischen dem Entsendestaat und dem Empfangsstaat festgesetzt.
Konsularagenten stehen gemäß Art. 9 WÜK im Rang Generalkonsuln, Konsuln und Vizekonsuln nach.

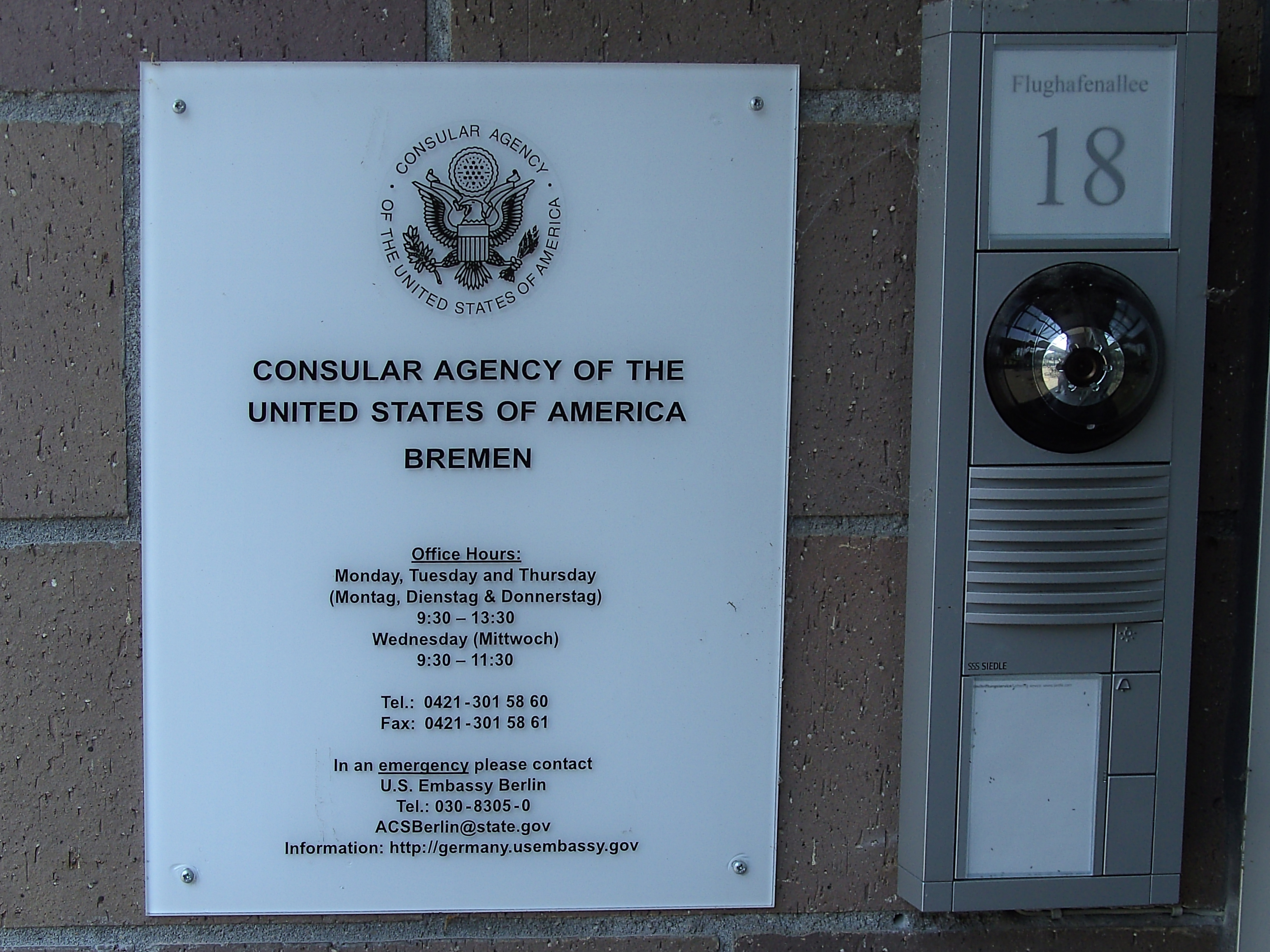
Eingangsschild der ehemaligen Konsularagentur der USA in Bremen

Konsularagenturen sind sehr selten. In Deutschland unterhält gegenwärtig (Stand: 26. Oktober 2024) nur Italien in Wolfsburg eine Konsularagentur. Die US-amerikanische Konsularagentur in Bremen wurde zum 31. Dezember 2018 endgültig geschlossen.
Konsularagentur nennen sich teilweise auch gewerbliche Anbieter, die das Beschaffen von Visa bei Konsulaten gegen Entgelt übernehmen. Sie sind keine Einrichtungen eines Gastlandes und beschränken ihre Vermittlungstätigkeit auch nicht auf einen bestimmten Staat, sondern auf eine Vielzahl konsularischer Vertretungen an einem bestimmten Standort (z. B. in einer Großstadt).